# Sufražetka (film)
Sufražetka (v anglickém originále Suffragette) je britský dramatický film z roku 2015 o boji radikálních sufražetek za volební právo žen ve Velké Británii. Režisérkou filmu je Sarah Gavron. Hlavní role ve filmu ztvárnily Carey Mulligan, Helena Bonham Carter, Meryl Streep, Natalie Press a Anne-Marie Duff.

## Děj
Film se odehrává v letech 1912–⁠1913 v Londýně a jeho hlavní postavou je Maud Watts, 24letá dělnice v prádelně a matka syna. Díky své spolupracovnici Violet se Maud nachomýtne k protestu sufražetek.
Alice Haughton, manželka poslance, povzbuzuje ženy z prádelny, aby svědčily před parlamentním výborem, který projednává zavedení volebního práva pro ženy. Violet nabídne, že tam půjde. Nakonec ale nemůže vystoupit kvůli poraněním obličeje, která jí způsobil její násilnický manžel. Maud za ni narychlo zaskočí a podá svědectví o pracovních podmínkách v prádelně. Na veřejném shromáždění se ženy dozví o zamítavém rozhodnutí výboru. Policie jejich protest násilně ukončí a Maud je na týden uvězněna.
Maud čelí stigmatu ze strany sousedů a na pracovišti. Slíbí svému manželovi Sonnymu, že se bude držet od sufražetek dál. Přesto se zúčastní tajného shromáždění, na kterém má proslov Emmeline Pankhurst, čelná představitelka organizace Women's Social and Political Union. Maud je znovu zadržena policií, která ji odveze k manželovi. Ten ji vyhodí z domu. Policie zveřejní fotky sufražetek v novinách, následkem čehož Maud přijde i o práci. V rozčilení Maud popálí žehličkou ruku svého nadřízeného, který ji i další dívky v prádelně sexuálně zneužíval. Policejní inspektor Steed se snaží Maud získat jako informátorku, ale ona odmítne.

Manžel brání Maud, aby se stýkala se synem. Protože péči o něj sám nezvládá, dá ho i přes odpor Maud k adopci. Sufražetky se snaží překonat nezájem ze strany médií prostřednictvím bombových útoků na poštovní schránky, telegrafní vedení a neobývaný dům ministra financí Lloyda George. Maud a její soudružky jsou znovu uvězněny a protestují formou hladovky. V reakci na to jsou nuceny k výživě násilím.

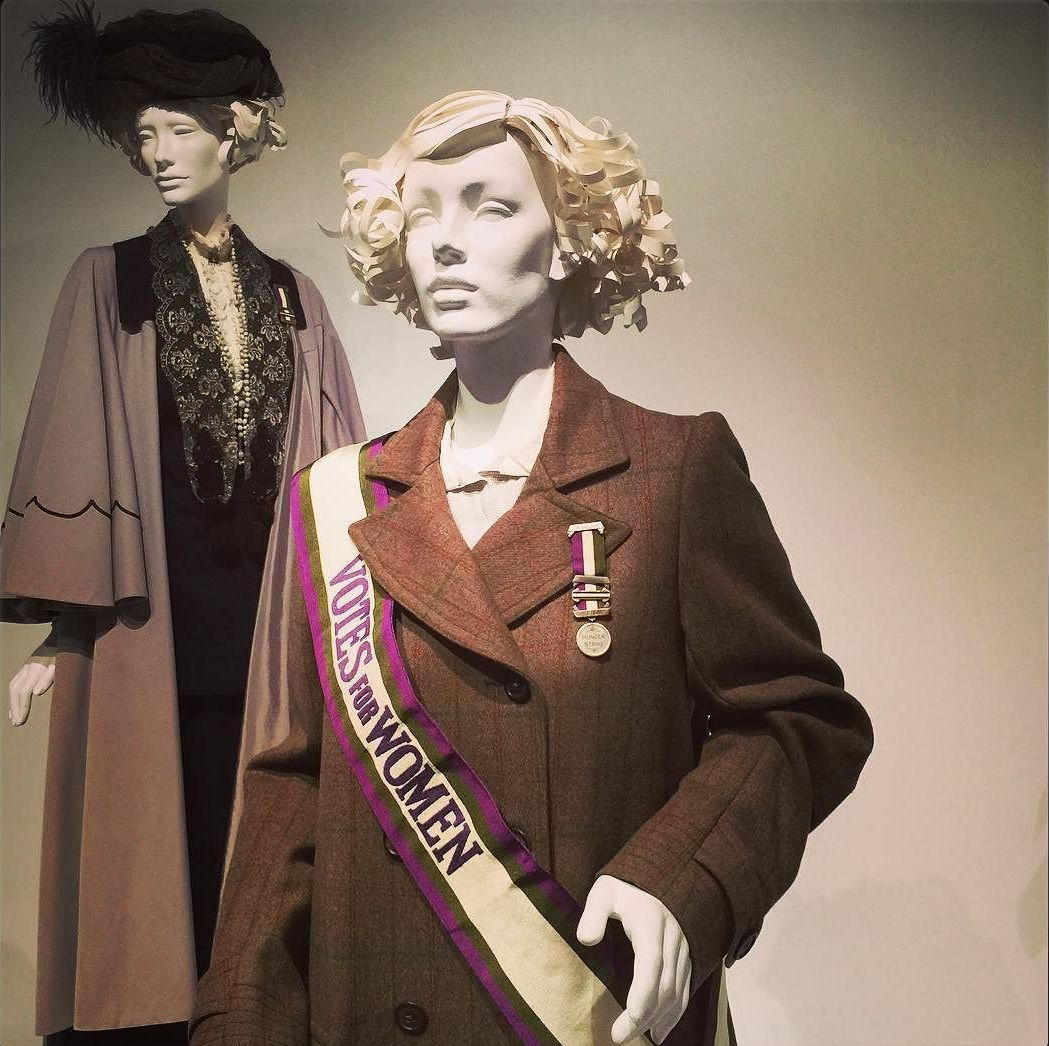
Kostýmy z filmu: v popředí kostým, který měla Helena Bonham Carter ve scéně zobrazující protest před parlamentem, v pozadí kostým Meryl Streep ze scény s veřejným projevem

Aby získaly pozornost široké veřejnosti, rozhodnou se sufražetky zúčastnit dostihových závodů Epsom Derby, na kterých má být král Jiří V. Plánují vstoupit před kamery a rozvinout své transparenty. Než odejdou, jedna ze sufražetek, Emily Davison, dá Maud kopii knihy Dreams od Olive Schreiner, kterou si mezi sebou sufražetky předávaly. Na dostihy jdou pouze Maud a Emily. Nedostanou se do královského sektoru, ale Emily nechce akci vzdát. V průběhu závodu vběhne s transparentem na dráhu a utrpí smrtelná zranění pod kopyty královského koně. Stane se z ní mučednice hnutí, kterému se až po této události podaří upoutat média. Film končí historickými fotkami z pohřbu Emily Davison, o kterém se psalo po celém světě. Následují informace o tom, kdy bylo zavedeno volební právo žen (a právo rozhodovat o vlastních dětech) ve Velké Británii a v dalších zemích.

## Historická věrnost

### Postavy
Ve filmu vystupuje jen několik postav s reálným předobrazem: Emmeline Pankhurst, Emily Davison, David Lloyd George a král Jiří V. Ostatní postavy včetně hlavní hrdinky jsou fiktivní, i když se opírají o historické prameny. Některé historičky považují za chvályhodné, že film líčí v první řadě život sufražetek z dělnické třídy, místo obvyklých příběhů slavných a privilegovaných žen. Women's Social and Political Union (WSPU) byla sice vedena převážně ženami ze střední třídy, měla ale také významnou podporu ze strany dělnic.

### Bombové útoky
Útok na rozestavěnou rezidenci ministra Lloyda George byl součástí žhářské a bombové kampaně militantních sufražetek a došlo k němu 19. února 1913. Ze dvou bomb vybuchla jen jedna. Emmeline Pankhurst se k útoku za WSPU přihlásila a převzala za něj odpovědnost, skutečné pachatelky nebyly dopadeny. Znamenalo to novou fázi v kampani za volební právo žen, kdy WSPU útočila na věci, které společnost považovala za nejcennější, protože předchozí taktiky podle ní k ničemu nevedly. Lloyda George považovala za zrádce. WSPU zdůrazňovala, že její akce nikdy neútočí na lidi. Podle Alex von Tunzelmann film nedokázal uspokojivě uchopit otázku, zda strategie militantních sufražetek byla ospravedlnitelná a zda přispěla k zavedení rovného volebního práva pro ženy v roce 1928.

### Smrt Emily Davison
Historická věda nemá jasno v tom, zda se Emily Davison ocitla pod kopyty koně nehodou či záměrně. Film však naznačuje, že to udělala úmyslně.

## Uvedení filmu a související diskuze

### Kampaň s citátem o otrokyních
V rámci marketingové kampaně před uvedením filmu v říjnu 2015 se herečky objevily v tričkách s citátem od Emmeline Pankhurst „I'd rather be a rebel than a slave“ (raději rebelovat, než být otrokyní). To vzbudilo bouřlivé reakce médií. Kritici považovali za nevhodné, že privilegované bílé herečky použily analogii ženy a otrokyně a že tak zopakovaly chybu z minulosti. Původní citát totiž vycházel z rasistické rétoriky mnoha bojovnic za ženská práva ve Velké Británii a USA v 19. století, které využívaly přirovnání k otroctví pro svůj prospěch a opomíjely zkušenosti a pokračující útlak černých žen. Ana Stevenson ve svém článku konstatuje, že použití citátu ve filmu je historicky přesné. Upozorňuje, že i dnes existuje tendence připomínat si spíše historii bílých žen a že jsou potřeba intersekcionální přístupy.

### Premiéra a demonstrace proti násilí na ženách
Premiéru filmu v Londýně provázela demonstrace organizace Sisters Uncut, která upozorňovala na přetrvávající násilí na ženách a rozpočtové škrty, které ohrožovaly sociální služby pro oběti domácího násilí. Zaznívala hesla jako „mrtvé ženy nemohou volit“. Herečky Bonham Carter a Mulligan demonstraci podpořily a uvítaly, že film rozpoutal diskuze.

## Obsazení
| Carey Mulligan       | Maud Watts         |
| Helena Bonham Carter | Edith Ellyn        |
| Meryl Streep         | Emmeline Pankhurst |
| Natalie Press        | Emily Davison      |
| Anne-Marie Duff      | Violet Miller      |
| Romola Garai         | Alice Haughton     |
| Ben Whishaw          | Sonny Watts        |
| Brendon Gleeson      | Steed              |
| Adrian Schiller      | David Lloyd George |